# 안드로메다자리 S
안드로메다자리 S (또는 SN 1885A)는 안드로메다 은하에서 유일하게 발생하였던 초신성 폭발이다.

## 다른 명칭
우리 은하 외부에서 발생한 이 첫 초신성 폭발은 '1885년의 초신성 폭발'으로 잘 알려져 있다.

## 발견 및 역사
아일랜드의 아마추어 천문학자 Issac Ward에 의해 1885년 8월 19일 발견되었으며, 독립적으로 에스토니아의 Ernst Hartwig에 의해 발견되기도 하였다.

## 광도 변화
초신성 폭발은 순간 적으로 겉보기 등급이 +6까지 밝기가 상승했으나 1886년 2월 1일에는 +16까지 어두워졌다.

## 광도 변화의 원인
별은 희미한 적색을 띠었고 매우 급격히 광도를 잃어 버린 것으로 보고 되었다. 이러한 현상은 초신성 폭발 중에서도 매우 기이한 현상이었지만 불행하게도 분광(Spectrum) 기록을 찾을 수 없어서 수수께끼로 남아있다. 초신성 폭발이 발생한 위치는 안드로메다 은하 중심부에서 약 16 각초 정도 떨어진 곳 이었다. 이 때문에 초신성의 잔해를 파악하는데 매우 어려웠고 여러 번 관측을 시도하였지만 성공하지 못하였다.

## 잔해의 관측
1988년 천문학자 R.A.Fesen와 동료들은 Kitt Peak에서 4미터 Mayll 망원경으로 철 함량이 풍부한

초신성 잔해를 발견하였고, 1995년에는 허블 우주 망원경으로도 관측되었다.